# 大友龍三郎
大友 龍三郎（おおとも りゅうざぶろう、1952年5月18日 - ）は、日本の声優、俳優、ナレーター。東京都田無市（現：西東京市）出身。フリー。

## 経歴

### 生い立ち
父が前進座の会員だったこともあり、小学校時代から芝居を観る機会はあった。小学校の教科書に載っていた脚本を読むのも好きで、テレビの石坂浩二のナレーションの真似をしたりしていた。
小学6年生の時、偶々劇団四季が日生劇場で上演した『はだかの王様』を招待されて観たが、その頃は硬派だったことから、「役者になりたい」と言えなかった。小学校3年生くらいまでは物も言えないような子供だったが、小学校時代にプールで泳ぐようになると水泳が学校でも一番速くなった。最初は勉強もできなかったが、何かひとつスポーツができるようになると勉強もできるようになった。中学時代は、最初はサッカー、その後はバレーボールなど色々スポーツをしており、いわゆる体育会系だったという。東京工業高等専門学校に進学後、早稲田大学の演劇部の出身で、同高等専門学校で講師していた若林俊輔に「演劇部を作るからやらないか」と誘われ、演劇を始める。
3〜4年目くらいから、授業中にボーリングに行ったりしていた。4年目で同高等専門学校を中退して、1年程ドストエフスキーやカフカなどの本ばかり読んでおり、兄が買っていた本を読んでいったという。2016年時点でも図書館に行くと、棚の右から本を全部を読んでいくのが好きであるという。気が弱かったことから、「大きな劇団を受けるよりは、まず近くに劇団はないか」と探していたところ、東伏見に小さな劇団があった。そこに行って受けたところ、「じゃ、今日から実践をしよう」と言われて、立川市のストリップ劇場に連れて行かれた。「今日からやるか?」と言われて、「いやいや、とんでもない」という感じで、1日見学しただけで断念したという。
家はそれ程裕福な方ではなく、「新聞配達でもして家を出て行こう」と思っていたところ、隣の部屋から兄が来て、「お前、家を出るのは辞めろ。バイトしながらやれ」と言われた。父は養成所の入学金を出してくれたが、その後は自分でアルバイトをしながら養成所に行っていた。アルバイトとしては、立ち食いそば屋から、養成所の先輩からの紹介で東京プリンスホテルでのバンケットの皿洗いまでしており、時給が良く効率の良いアルバイトを先輩たちから紹介してもらえるようになり、最後が皿洗いだった。養成所に入所時、所長から気に入られて、「じゃあ僕が今度演出する二期会の旅公演に出なさいよ」と、外郎公演のようなものに同行しており、アルバイトに比べるとかなり良いギャラを貰えたという。

### キャリア

#### 俳優として
青山杉作記念俳優養成所を経て、劇団青年座に所属。初舞台は同俳優養成所時代のソーントン・ワイルダー作『わが町』だった。舞台『朝に死す』で俳優としての活動を始める。俳優として28歳くらいの時から蜷川幸雄が演出を務める舞台に出演。その翌年から毎年1回、1ヵ月間くらい海外公演に行き、30歳くらいからは坂東玉三郎のところで、1年に1ヵ月間程度の芝居をするなどキャリアを積む。清水邦夫が大友が出演していた『朝に死す』を観て、木冬社の創立の時に大友を客演で呼んだことがきっかけで、1977年にテレビドラマ『秋日記』の青ノッポ役で初めて名前のある役を演じている。

#### 声優として
声優の仕事をするようになったのは、ある日大塚国夫から「お前もやれよ」と引っ張ってもらったのが最初である。声優の初仕事は、インタビューでは「『ザ☆ウルトラマン』ということになっているようですね」と回答している。
洋画の吹き替えで最初の仕事はよく覚えておらず、『コンバット!』をやった時に、「あっ、『コンバット!』のサンダース軍曹の声だ!」と驚いて思わず隣を見てしまい、自分の台詞を忘れたというのを覚えているくらいだという。
前述のとおり、坂東玉三郎のところで、芝居をしていたことから、吹き替えではレギュラーの役ができなかった。劇団を退団後は吹き替えをするようになった。

### 所属歴
劇団青年座、81プロデュース、東京俳優生活協同組合、青二プロダクションを経てフリー。

## 人物
座右の銘は、「明日は明日の風が吹く。今日一日をたっぷりと、適当に生きること」であると語っている。

### 特色
声種はバス。オペラのように、響くような声が魅力的。
役柄としては、シリアスな役や威厳ある悪役を担当することが多く、子供向けアニメの悪役を数多く担当している。先輩に「お前は悪い役の声だ」と言われた際は少しむっとしていたが、段々悪い人の役が多くなっていったという。時には良い人役も演じることもある。
印象に残る役については『ONE PIECE』のクロコダイル役を挙げている。
洋画吹き替えではクランシー・ブラウンやロン・パールマンなどの吹き替えを担当している。
中学1年生の時におたふく風邪になり、1週間くらい経って現在の1オクターブ以上低い声になったという。
主役は『ターミネーター』のアーノルド・シュワルツェネッガーの吹き替え（1987年10月18日『日曜洋画劇場』で初放映）で演じたのが初めてとされ、その後はサイボーグのような役が増えたという。『ターミネーター』のオーディションに合格した時には「良かったな、お前食えるようになって」と言われたという。前述のとおり、わりと渋めの低い声だったことから『ターミネーター』のオーディションに合格したと語る。また、シュワルツェネッガーの専属（フィックス）は玄田哲章となった現在も、「この作品（『ターミネーター』）の極悪非道・冷徹無比の悪役サイボーグ（T-800）を演じたシュワルツェネッガーには大友の人並外れた重低音はまさにピッタリ」との声が多くある。

### 家族
父は中島飛行機の機械士であり、終戦後、アメリカ空軍立川基地の整備士や食料品店を営んでいた。大友が東京工業高等専門学校に進学したのも「自動車の方面に」と当初は思ったからだが、勉強が追い付かなくなったという。父方の祖母は大正時代の人物で、電車賃を削ってでも1ヵ月に1回は歌舞伎や新派などの芝居を観に行くというのが好きであったことから、自分がこういう分野に興味があるのもそれが原点かもしれないという。

## 出演
太字はメインキャラクター。

### テレビアニメ
1979年
- ザ☆ウルトラマン（1979年 - 1980年、ロイガー）

1980年
- ゼンダマン（ムサシ）

1986年
- マシンロボ クロノスの大逆襲（アシュラ）

1987年
- マシンロボ ぶっちぎりバトルハッカーズ（ディラン総統〈初代〉）

1989年
- ミスター味っ子（寿司政）

1990年
- からくり剣豪伝ムサシロード（クロダー）
- 三つ目がとおる（マクベス）

1991年
- 横山光輝 三国志（1991年 - 1992年、董卓）

1992年
- お〜い!竜馬（グラバー）

1994年
- 銀河戦国群雄伝ライ（玄偉）
- キテレツ大百科（入道）
- ゴールFH（アントニオ・ロペス）
- ツヨシしっかりしなさい（大男）
- とっても!ラッキーマン（千顔マン、殺し屋ヒットマン）
- ドラゴンボールZ（1994年 - 1995年、ダーブラ）
- マクロス7（巨人A）
- ハックルベリー・フィン物語（ボブ）
- 美少女戦士セーラームーンS（警備員）
- モンタナ・ジョーンズ（ゼロ卿、領主）
- 勇者警察ジェイデッカー（1994年 - 1995年、冴島十三、ナレーター）
- わいわいドンブリ（巨人）

1995年
- アリス探偵局（ウルフさん）
- 怪盗セイント・テール（理事長）
- 空想科学世界ガリバーボーイ（パエリア）
- ストリートファイターII V（黒蛇）
- 飛べ!イサミ（大女）
- バーチャファイター（ジェフリー・マクワイルド）
- ふしぎ遊戯（尾宿）
- 魔法陣グルグル（魔王ギリ〈2代目〉）
- ヤンボウ ニンボウ トンボウ（クマの王様）

1996年
- 家なき子レミ（ビクトル）
- ゲゲゲの鬼太郎（第4作）（1996年 - 1997年、おぼろ車、水虎、海和尚）
- 地獄先生ぬ〜べ〜（沙裏鬼）
- それいけ!アンパンマン（1996年 - 2023年、化石の魔王）
- ドラゴンボールGT（1996年 - 1997年、巨人、六星龍、妖魔王） - 1シリーズ + 特別編
- 爆走兄弟レッツ&ゴー!!（1996年 - 1998年、大神博士、FIMA会長、校長先生、源さん） - 3シリーズ
- はじめ人間ゴン（おうじゃ）
- 名探偵コナン（1996年 - 2023年、沖田、六田将司、森敦士、平岡志郎、蛭田、奥田倫明、板倉卓、幅中倉道、布施憶康、村松誠、南條欽治 他）
- 勇者指令ダグオン（1996年 - 1997年、ジェノサイド）

1997年
- Weiß kreuz（横尾茂巳）
- 吸血姫美夕（神魔・牙龍）
- 金田一少年の事件簿（大河内善助）
- セイバーマリオネットJ（1997年 - 1999年、先代ファウスト、猖獗） - 2シリーズ
- 手塚治虫の旧約聖書物語（ネブカドレツァル）
- はいぱーぽりす（リーダー）
- 白鯨伝説（ババ）
- マッハGoGoGo（幹部）

1998年
- カウボーイビバップ（アブドゥル・ハキム）
- AWOL -Absent Without Leave-（ザック·ランディス）
- 時空転抄ナスカ（アウロス）
- 鉄コミュニケイション（興行主）
- SHADOW SKILL -影技-（ジン＝ストラ、シア＝カーン）
- センチメンタルジャーニー（学校霊〈ボス〉）
- 太陽の子エステバン（BS版）（クルガ）
- 超魔神英雄伝ワタル（剣王）
- ドクタースランプ（1998年 - 1999年、ウンモー、閻魔大王）
- TRIGUN（デニム）
- ドラえもん（テレビ朝日版第1期）（中年）
- 虹の戦記イリス（砂漠のひまわり）
- 忍たま乱太郎（1998年 - 2025年、風鬼〈2代目〉、黒古毛般蔵〈2代目〉、佐茂有南〈鉄砲隊隊長〉 他）
- ポケットモンスター（1998年 - 2000年、山男、ムラマサ）
- Bビーダマン爆外伝（ダークマザー、ダーク皇帝）
- 遊☆戯☆王（牛尾）

1999年
- エクセルサーガ（蒲腐博士）
- エデンズボゥイ（ルメザヴィア）
- GREGORY HORROR SHOW（地獄のシェフ）
- 週刊ストーリーランド（1999年 - 2000年、男、ナレーション、警備員）
- 小さな巨人 ミクロマン（要人）
- デジモンアドベンチャー（ヴァンデモン、ヴェノムヴァンデモン）
- パワーストーン（ジネス）
- Petshop of Horrors（麒麟）
- Bビーダマン爆外伝V（キングベーダー）
- 魔術士オーフェン Revenge（ギルディ）

2000年
- クレヨンしんちゃん（2000年 - 、ピッペン、部長〈2代目〉）
- ドキドキ♡伝説 魔法陣グルグル（魔王ギリ）
- モンスターファーム〜伝説への道〜（コーディッシュ博士）

2001年
- 超GALS!寿蘭（マミの父）
- 魔法遊戯（シュモ吉）
- ONE PIECE（2001年 - 2025年、クロコダイル、天狗山飛徹 / 光月スキヤキ、白ひげ / エドワード・ニューゲート〈2代目〉）

2002年
- 王ドロボウJING（バッフル・ド・アイス）
- 真・女神転生Dチルドレン ライト&ダーク（ガルム）
- デジモンフロンティア（ケルビモン）
- ドラゴンドライブ（戸岐才蔵）
- PROJECT ARMS The 2nd Chapter（大統領）

2003年
- 明日のナージャ（ジェラール）
- アストロボーイ・鉄腕アトム（ガフ）
- ガングレイヴ（ベア・ウォーケン）
- 獣兵衛忍風帖 龍宝玉篇（轟天）
- SPACE PIRATE CAPTAIN HERLOCK（オニヅカ）
- ダイバージェンス・イヴ（ルーク・ウォーカー、グール）
- プラネテス（ハキム・アシュミード）
- 無限戦記ポトリス（グランダー）
- 円盤皇女ワるきゅーレ 十二月の夜想曲（歌皇）

2004年
- 犬夜叉（宝仙鬼〈先代〉）
- かいけつゾロリ（熊田吉蔵）
- 金色のガッシュベル!!（デモルト）
- サムライチャンプルー（石松）
- SAMURAI 7（ゲンゾウ）
- みさきクロニクル〜ダイバージェンス・イヴ〜（ルーク・ウォーカー、グール）
- 天上天下（棗海馬）
- 冒険王ビィト（2004年 - 2005年、グリニデ、グリファス） - 2シリーズ
- ボボボーボ・ボーボボ（軍艦）

2005年
- 頭文字D Fourth Stage（2005年 - 2006年、星野好造）
- ガイキング LEGEND OF DAIKU-MARYU（2005年 - 2006年、ダイモン、ダリウス大帝）
- SPEED GRAPHER（神田）
- ぱにぽにだっしゅ!（動物番長ヒロスケ）

2006年
- Ergo Proxy（空虚人）
- 牙 -KIBA-（Jロック）
- 結界師（蠍鎌）
- 蒼天の拳（金克栄）

2007年
- CLAYMORE（男覚醒者2）
- ゲゲゲの鬼太郎（第5作）（2007年 - 2008年、夜叉、黒坊主、陰陽頭 / 化け灯籠、ゴーレム）
- シグルイ（金岡雲竜斎）
- 精霊の守り人（カルボ）
- 祝!(ハピ☆ラキ)ビックリマン（活字ジ魔、コミック画王）
- ひまわりっ!!（背広の男）

2008年
- 機動戦士ガンダム00（ホーマー・カタギリ）
- 墓場鬼太郎（ドラキュラ四世）
- ドルアーガの塔 シリーズ（2008年 - 2009年、鍛冶屋） - 2シリーズ
- ねぎぼうずのあさたろう（みょうがのみょうたろう）
- ポルフィの長い旅（バーンズ）
- ONE OUTS -ワンナウツ-（ブルックリン）

2009年
- 青い文学シリーズ「人間失格」（小菅）
- ケロロ軍曹（証人）
- DARKER THAN BLACK -流星の双子-（小林吾朗）
- 鋼の錬金術師 FULLMETAL ALCHEMIST（バッカニア）

2010年
- あにゃまる探偵 キルミンずぅ（シェーンベルク）
- 怪談レストラン（謎の男）
- キディ・ガーランド（バジル〈2代目〉）
- ドラゴンボール改（2010年 - 2015年、ポルンガ〈2代目〉、コルド大王、牛魔王〈2代目〉、ダーブラ、閻魔大王〈2代目〉） - 2シリーズ

2011年
- ウルヴァリン（オメガレッド）
- 俺たちに翼はない（牧師）
- デジモンクロスウォーズ シリーズ（2011年 - 2012年、セトモン、オーガモン） - 2シリーズ
- NARUTO -ナルト- 疾風伝（ガタロ）

2012年
- カンピオーネ! 〜まつろわぬ神々と神殺しの魔王〜（メルカルト）
- 機動戦士ガンダムAGE（フェザール・イゼルカント）
- 聖闘士星矢Ω（学園長 / イオニア）
- 探検ドリランド（ビザンテ）
- 蒼い世界の中心で（イ・ベイザー）

2013年
- フリージング ヴァイブレーション（ハワード＝エル＝ブリジット）

2014年
- 神撃のバハムート GENESIS（ベルゼビュート）
- 東京喰種トーキョーグール（2014年 - 2018年、黒磐巌） - 4シリーズ

2015年
- アクエリオンロゴス（ベクター餓号機）
- コンクリート・レボルティオ〜超人幻想〜（2015年 - 2016年、内畑豊至） - 2シリーズ
- 戦国無双（武田信玄）
- 蒼穹のファフナー EXODUS（ナレイン・ワイズマン・ボース）
- ドラゴンボール超（2015年 - 2017年、神龍、超神龍、ダーブラ、閻魔様）

2016年
- 紅殻のパンドラ（ジェイナス・ノース議長）
- パズドラクロス（2016年 - 2018年、アゲット / ズート）
- ポケットモンスター XY&Z（ウルップ）

2017年
- ドラえもん（テレビ朝日版第2期）（アカンベーダー）
- プリンセス・プリンシパル（十兵衛）
- デジモンユニバース アプリモンスターズ（デウスモン）
- 魔法使いの嫁（2017年 - 2018年、ネヴィン）

2018年
- されど罪人は竜と踊る（オルケンティウス）
- 銀河英雄伝説 Die Neue These 邂逅（シュタインホフ）
- バキ（安藤玲一）
- からくりサーカス（2018年 - 2019年、ドットーレ）

2019年
- 盾の勇者の成り上がり（2019年 - 2025年、腐竜、魔竜、ガエリオン） - 4シリーズ
- ゲゲゲの鬼太郎（第6作）（2019年 - 2020年、閻魔大王）
- パズドラ（2019年 - 2022年、サゲット、大熊刑事）
- 妖怪学園Y 〜Nとの遭遇〜（2019年 - 2021年、大王路キンヤ、サイバーキンヤ、極悪門番）

2020年
- アサティール 未来の昔ばなし（アジュアド王）

2021年
- SHAMAN KING（ぐまくらいさお）

2022年
- 名探偵コナン 本庁の刑事恋物語〜結婚前夜〜（放火犯）

2024年
- ダンダダン（フラットウッズモンスター）
- ドラゴンボールDAIMA（2024年 - 2025年、神龍、ダーブラ、魔界のポルンガ）

2025年
- 逃走中 グレートミッション（鬼ダビンチ）

### 劇場アニメ
1991年
- 機動戦士ガンダムF91（ナント・ルース）

1993年
- 獣兵衛忍風帖（鉄斎）

1996年
- 天地無用!in LOVE（禍因）
- ルパン三世 DEAD OR ALIVE

1998年
- 劇場版ポケットモンスター ミュウツーの逆襲（フシギバナ）
- ザ☆ドラえもんズ ムシムシぴょんぴょん大作戦!（クモロボット）
- それいけ!アンパンマン てのひらを太陽に（ブラック大魔王）
- 蓮如物語（鍵法師）

2001年
- VAMPIRE HUNTER D（ノルト）

2003年
- 鉄腕アトム 〜青騎士の巻〜（ランプ）

2004年
- クレヨンしんちゃん 嵐を呼ぶ!夕陽のカスカベボーイズ（保安隊副隊長）

2006年
- 永遠の法（ゴッド・イーグル）

2007年
- ONE PIECE エピソードオブアラバスタ 砂漠の王女と海賊たち（クロコダイル）

2010年
- 劇場版 NARUTO -ナルト- 疾風伝 ザ・ロストタワー（アンロクザン〈ムカデ〉）
- 名探偵コナン 天空の難破船（テロリストリーダー）

2011年
- 劇場版イナズマイレブンGO 究極の絆 グリフォン（牙山道三）
- 劇場版アニメ 忍たま乱太郎 忍術学園 全員出動!の段（佐茂有南、風鬼）

2012年
- 映画かいけつゾロリ だ・だ・だ・だいぼうけん!（ブルル公爵、特報ナレーション）

2013年
- 劇場版 HUNTER×HUNTER -The LAST MISSION-（餓鬼）
- ドラゴンボールZ 神と神（牛魔王）

2014年
- 宇宙戦艦ヤマト2199 星巡る方舟（ゴラン・ダガーム）
- BUDDHA2 手塚治虫のブッダ -終わりなき旅-（ヤタラ）

2015年
- 映画 妖怪ウォッチ エンマ大王と5つの物語だニャン!（先代エンマ大王）
- クレヨンしんちゃん オラの引越し物語 サボテン大襲撃（部長）
- ドラゴンボールZ 復活の「F」（神龍）

2016年
- シンドバッド 真昼の夜とふしぎの門（ナーデル王）

2018年
- 映画ドラえもん のび太の宝島（ガガ）
- ドラゴンボール超 ブロリー（神龍、コルド大王）
- 映画 妖怪ウォッチ FOREVER FRIENDS（閻魔大王）

2019年
- ONE PIECE STAMPEDE（クロコダイル）
- 映画 妖怪学園Y 猫はHEROになれるか（大王路キンヤ）

2022年
- ドラゴンボール超 スーパーヒーロー（神龍）

2024年
- 劇場版 忍たま乱太郎 ドクタケ忍者隊最強の軍師（風鬼）

### OVA
1988年
- Crying フリーマン（雄首冬獄）

1989年
- 力王 RIKI-OH 等括地獄（板東）

1990年
- THE八犬伝（泡雪）
- ライトニングトラップ レイナ&ライカ（マーフィ）
- 力王 RIKI-OH VIOLENCE2 滅びの子（鷲崎）

1991年
- 銀河英雄伝説（サンドル・アラルコン）

1992年
- 天地無用! 魎皇鬼（D3）
- D-1 DEVASTATOR（グレイ・ギア）
- BASTARD!! -暗黒の破壊神-（1992年 - 1993年、アビゲイル）
- 超時空要塞マクロスII -LOVERS AGAIN-（デニス・ローン）

1993年
- 銃夢（グリュシカ）
- 創竜伝（1992年 - 1993年、マクマホン 他）
- 特捜戦車隊ドミニオン（ヘルムート・コルズマン）

1994年
- 鬼切丸（大嶽丸）
- GATCHAMAN（デビルスネーク隊長）
- THE レイプマン（親分〈由香の父〉）
- 臀撃おしおき娘ゴータマン（暗黒力士ダークベイダー）

1995年
- 黄龍の耳（雅）
- 神秘の世界エルハザード（ガレス）
- 真・女神転生 東京黙示録（機関士、将門）
- バイオ・ハンター（美川）
- 秘境探検ファム&イーリー（精霊サーガス）

1996年
- 新破裏拳ポリマー（オレガー博士）
- スレイヤーズ すぺしゃる（ダークナイト）
- レジェンド・オブ・クリスタニア（ベルド）

1997年
- ヴァリアブル・ジオ（船丸）
- 深海の艦隊 サブマリン707（モーグロ）

1998年
- 火聖旅団 ダナサイト999.9（艦長）
- 世紀末リーダー外伝たけし!（あんどれ）
- 刻の大地（宰相アルゴス）
- ブラック・ジャック（パターソン）
- 魔界転生（伊達左十四）

1999年
- 太陽の船 ソルビアンカ
- メルティランサー The Animation（EMP司令官）

2001年
- Malice@Doll（デヴォ@ルーコサイト）

2002年
- マクロス ゼロ（D.D.イワノフ）

2005年
- 天上天下 ULTIMATE FIGHT（騎士A）

2007年
- 頭文字D BATTLE STAGE 2（星野好造）

2008年
- トミカハイパー大冒険!（ワルインダー）

2010年
- Halo Legends（ハカ）

2012年
- HELLSING（ロブ・ウォルシュ中将） - 2作品

2013年
- 機動戦士ガンダムAGE MEMORY OF EDEN（フェザール・イゼルカント）

2014年
- アベンジャーズ コンフィデンシャル: ブラック・ウィドウ & パニッシャー（ケイン）

### Webアニメ
- OBSOLETE（2019年、ザーヒル[49]）

### ゲーム
1993年
- デバステイター（グレイ・ギア）

1994年
- ドラゴンボールZ 超武闘伝3（ダーブラ）

1995年
- 空想科学世界ガリバーボーイ（ベニス王）
- ソリッドフォース［PCエンジン］（ユルゲン・フロイント）
- ドラゴンボールZ Ultimate Battle 22（ダーブラ）
- ドラゴンボールZ 真武闘伝（ダーブラ）
- 闘神伝2（オープニングのナレーション） - PS版

1996年
- エクストラブライト（博士）
- 時空探偵DD 〜幻のローレライ〜（三郎・北家・ウルフ）
- ゼイラムゾーン（ハドマ）
- ドラゴンボールZ 偉大なるドラゴンボール伝説（ダーブラ）
- 謎王（木人）
- Panzer Dragoon Zwei（第6皇帝）

1997年
- EOS〜Edge of Skyhigh〜（ガイガー）
- 幕末浪漫 月華の剣士シリーズ（1997年 - 1998年、斬鉄） - 2作品
- ロックマンX4（ジェネラル）

1998年
- 快速天使（こんごう社長、私兵部隊他）
- カウボーイビバップ（デビット） - PS版
- 機動戦士ガンダム ギレンの野望（フラナガン・ブーン、連邦高官）
- 金田一少年の事件簿 星見島 悲しみの復讐鬼（辰巳哲）
- クラッシュ・バンディクー3 ブッとび!世界一周（ウカウカ）
- サイキックフォース2012（ガデス）
- 新世代ロボット戦記ブレイブサーガ（冴島十三）
- ずっといっしょ（南柳太郎）
- ドラゴンフォースII -神去りし大地に-（大賢者フレスト）
- バーニングレンジャー（ビッグ・ランドマン）
- バックガイナー（ギジュウ）

1999年
- 機動戦艦ナデシコ NADESICO THE MISSION（統合軍艦長）
- クラッシュ・バンディクー レーシング（ウカウカ）
- Cybernetic EMPIRE（マーティン）
- 真・魔装機神 PANZER WARFARE（アデノイド＝セラーズ）
- スーパーロボット大戦コンプリートボックス
- 大乱闘スマッシュブラザーズシリーズ（1999年 - 2001年、フシギバナ） - 2作品
- マリア2 受胎告知の謎（鷲崎豪）
- リモートコントロールダンディ（王座健吾）
- ロビット・モン・ジャ（戸田）

2000年
- 機動戦士ガンダム ギレンの野望 ジオンの系譜（フラナガン・ブーン、フラナガン博士）
- クラッシュ・バンディクー カーニバル（ウカウカ）
- サラリーマン金太郎 THE GAME（大島源三）
- スーパーロボット大戦α / for DC（2000年 - 2001年、ユーゼス・ゴッツォ、ブリタイ7018、Qボス） - 2作品
- スキャンダル（北沢彰）
- パワーストーン2
- ブレイブサーガ2（冴島十三）
- ポポロクロイス物語II（ゴーグ、知恵の神、キングナイト）

2001年
- アリス イン ナイトメア（チェシャ猫）
- クラッシュ・バンディクー4 さくれつ!魔神パワー（ウカウカ）
- ONE PIECE とびだせ海賊団!（クロコダイル）

2002年
- ガングレイヴ（ベア・ウォーケン）
- 機動戦士ガンダム ギレンの野望 ジオン独立戦争記（フラナガン・ブーン）
- スーパーロボット大戦IMPACT（ガデス、ジオン兵）
- スター・ウォーズ ギャラクティック・バトルグラウンド（ダース・ベイダー）
- ソウルキャリバーII（アスタロス）
- 名探偵コナン 最高の相棒（大熊洋二 他）
- ONE PIECE グランドバトル! 2（クロコダイル）
- ONE PIECE トレジャーバトル!（クロコダイル）

2003年
- 玻璃ノ薔薇（蜂谷國男）
- GREGORY HORROR SHOW SOUL COLLECTOR（地獄のシェフ）
- スターオーシャン Till the End of Time（クロセル）
- 超時空要塞マクロス（ブリタイ・クリダニク）
- ドラゴンドライブ ディマスターズショット（戸岐才蔵）
- ONE PIECE オーシャンズドリーム!（クロコダイル）
- ONE PIECE グランドバトル! 3（クロコダイル）

2004年
- クラッシュ・バンディクー 爆走!ニトロカート（ウカウカ）
- クラッシュ・バンディクー5 え〜っ クラッシュとコルテックスの野望?!?（ウカウカ）
- 金色のガッシュベル!! 激闘!最強の魔物達（デモルト）
- シャドウハーツII（グレゴリー・ラスプーチン）
- スターオーシャン Till the End of Time ディレクターズカット（クロセル）
- スーパーロボット大戦MX / MXポータブル（2004年 - 2005年、ガデス、コマンダー・アシュラ、ガナン） - 2作品
- スーパーロボット大戦GC / XO（2004年 - 2006年、ガナン、皇帝ワルーサ） - 2作品
- ドラゴンボールZ2（ダーブラ）
- ボボボーボ・ボーボボ 爆闘ハジケ大戦（軍艦）
- ONE PIECE ランドランド!（クロコダイル）

2005年
- 攻殻機動隊 STAND ALONE COMPLEX -狩人の領域-（楠本）
- シャドウ・ザ・ヘッジホッグ（ブラックドゥーム、ドゥームズアイ） - PS2・GC版ソフト
- 新世紀勇者大戦
- 新選組群狼伝（平山五郎）
- ソウルキャリバーIII（アスタロス）
- テイルズ オブ レジェンディア（マウリッツ・ウェルネス）
- ドラゴンボールZ3（ダーブラ）
- ドラゴンボールZ Sparking!（2005年 - 2024年、神龍〈ZERO〉、ポルンガ、コルド大王、ダーブラ、天下一武道会アナウンサー〈METEOR〉） - 4作品
- ドラゴンボールZ 舞空烈戦（ダーブラ）
- Fighting For ONE PIECE（クロコダイル）
- 冒険王ビィト ダークネスセンチュリー（グリニデ）
- ニード・フォー・スピード_モスト・ウォンテッド（クロス）
- ボボボーボ・ボーボボ 脱出!!ハジケ・ロワイヤル（軍艦）
- ONE PIECE グラバト! RUSH（クロコダイル）
- ONE PIECE パイレーツカーニバル（クロコダイル）

2006年
- エースコンバット・ゼロ ザ・ベルカン・ウォー（ドミニク・ズボフ）
- グローランサーV（ロックバイン）
- ファイナルファンタジーXII（ジャッジ・ザルガバース）
- 炎の宅配便（おやっさん）
- ニード・フォー・スピード カーボン（クロス）

2007年
- 頭文字D ARCADE STAGE 4（星野好造）
- エースコンバット6 解放への戦火（AWACSゴーストアイ）
- 結界師 黒芒楼の影（蠍鎌）
- スーパーロボット大戦Scramble Commander the 2nd（ブリタイ7018）
- ドラゴンボールZ 真武道会2（ダーブラ）
- BLADESTORM 百年戦争（ラ・イール）
- ONE PIECE アンリミテッドアドベンチャー（クロコダイル）
- ONE PIECE ギアスピリット（クロコダイル）

2008年
- 頭文字D EXTREME STAGE（星野好造）
- 風のクロノア door to phantomile（ガディウス） - Wii版
- ガンダム無双special（武者ガンダム）
- スーパーロボット大戦A PORTABLE（ガナン）
- ソウルキャリバーIV（アスタロス）
- ドラゴンボールZ インフィニットワールド（ダーブラ）
- ドラゴンボールZ バーストリミット（ラウンドコール）
- NINJA GAIDEN 2（幻心）
- マクロスエースフロンティア（ブリタイ・クリダニク）
- 無双OROCHI 魔王再臨（平清盛）
- ONE PIECE ワンピーベリーマッチ（クロコダイル）

2009年
- 頭文字D ARCADE STAGE 5（星野好造）
- 機動戦士ガンダム戦記（ゴドウィン・ダレル）
- スーパーロボット大戦NEO（皇帝ワルーサ）
- ソウルキャリバー Broken Destiny（アスタロス）
- ファイナルファンタジー・クリスタルクロニクル クリスタルベアラー（ジュグラン）
- マクロスアルティメットフロンティア（D.D.イワノフ、ブリタイ・クリダニク / ブリタイ7018）
- 無双OROCHI Z（平清盛）
- ラストレムナント（覇王）
- ONE PIECE アンリミテッドクルーズ エピソード2 -目覚める勇者-（クロコダイル）

2010年
- イース -フェルガナの誓い-（マクガイア）
- クロヒョウ 龍が如く新章（鶴見正）
- ドラゴンボール タッグバーサス（魔王ダーブラ）
- ドラゴンボール レイジングブラスト2（ダーブラ、ポルンガ）
- トリニティ ジルオール ゼロ（バロル）
- 北斗無双（ウイグル獄長）
- ONE PIECE ギガントバトル!（クロコダイル）

2011年
- イナズマイレブンGO シャイン/ダーク（牙山道三）
- イナズマイレブン ストライカーズシリーズ（2011年 - 2012年、牙山道三） - 2作品
- 機動戦士ガンダム オンライン（ブーン）
- 機動戦士ガンダム 新ギレンの野望（フラナガン・ブーン、フラナガン博士）
- Kinect: ディズニーランド・アドベンチャーズ（ゴーストホスト）
- ドラゴンボールヒーローズ（2011年 - 2023年、神龍〈2代目〉、ポルンガ、コルド大王、ダーブラ、魔神ダーブラ、六星龍〈真の姿〉、超神龍、暗黒神龍） - 6作品
- 戦国無双3 猛将伝（武田信玄〈二代目〉）
- 戦国無双3 Z（武田信玄）
- 戦国無双3 Empires（武田信玄）
- 戦国無双 Chronicle（武田信玄）
- テイルズ オブ エクシリア（ジャオ）
- マクロストライアングルフロンティア（D.D.イワノフ、ブリタイ・クリダニク / ブリタイ7018）
- 無双OROCHI 2（平清盛、武田信玄）
- ONE PIECE アンリミテッドクルーズ スペシャル（クロコダイル）
- ONE PIECE ギガントバトル! 2 新世界（クロコダイル）

2012年
- 機動戦士ガンダム 木馬の軌跡（フラナガン・ブーン）
- 機動戦士ガンダムAGE ユニバースアクセル / コズミックドライブ（フェザール・イゼルカント）
- シャイニング・ブレイド（ダークドラゴン）
- 新・光神話 パルテナの鏡（ポセイドン）
- 真・北斗無双（ウイグル、ジュウケイ）
- 聖闘士星矢Ω アルティメットコスモ（イオニア）
- 戦国無双 Chronicle 2nd（武田信玄）
- ソウルキャリバーV（アスタロス）
- テイルズ オブ エクシリア2（ジャオ）
- バイナリー ドメイン（将軍）
- マックス アナーキー（ニコライ・ドミトリ・ブルイギン）
- 無双OROCHI2 Special（平清盛、武田信玄）
- 無双OROCHI2 Hyper（平清盛、武田信玄）
- ワンピース 海賊無双（2012年 - 2020年、クロコダイル、白ひげ / エドワード・ニューゲート〈『4』以降〉） - 4作品
- ワンピース ROMANCE DAWN 冒険の夜明け（クロコダイル）

2013年
- カオス ヒーローズ オンライン（オブリー）
- サモンナイト5（ジルゼルア総帥）
- ジョジョの奇妙な冒険 オールスターバトル（カメオ）
- デジモンアドベンチャー（ヴァンデモン）
- トゥームレイダー（マサイアス）
- トリコ グルメガバトル!（ギリム）
- プレイステーション オールスター・バトルロイヤル
- マブラヴ オルタネイティヴ トータル・イクリプス（ダンバー准将、ブラート・リトヴィネンコ中将、ナレーター）
- マクロス30 銀河を繋ぐ歌声（D.D.イワノフ）
- 無双OROCHI2 Ultimate（平清盛、武田信玄）
- ONE PIECE アンリミテッドワールド レッド（クロコダイル）

2014年
- クレヨンしんちゃん 嵐を呼ぶ カスカベ映画スターズ!（ローズ）
- ケイオスリングスIII プリクエル・トリロジー（ガイザー）
- 戦国無双 Chronicle 3（武田信玄）
- 戦国無双4（武田信玄）
- ONE PIECE 超グランドバトル! X（クロコダイル）
- ONE PIECE ワンピースキングス（クロコダイル）

2015年
- スーパーロボット大戦BX（フェザール・イゼルカント、皇帝ワルーサ）
- 戦国無双4-II（武田信玄）
- 戦国無双4 Empires（武田信玄）
- ドラゴンクエストVIII 空と海と大地と呪われし姫君（暗黒神ラプソーン）
- ドラゴンボール ゼノバース（神龍）
- 不思議のクロニクル 振リ返リマセン勝ツマデハ（コンラス王）

2016年
- グランブルーファンタジー（2016年 - 2024年、四天王ムスケル、アラナン、ヨゼフ王）
- 戦国無双 〜真田丸〜（武田信玄）
- ドラゴンボール ゼノバース2（神龍、ダーブラ）
- 妖怪ウォッチ3 スシ/テンプラ/スキヤキ（先代エンマ大王）
- 妖怪ウォッチ ぷにぷに（先代閻魔大王）
- League of Legends（スレッシュ、チョ＝ガス）
- ONE PIECE トレジャークルーズ（2016年 - 2021年、クロコダイル、白ひげ / エドワード・ニューゲート）

2017年
- クラッシュ・バンディクー ブッとび3段もり!（ウカウカ）
- Shadowverse（豪拳の用心棒、雪原の戦士、ジャバウォック）
- ディシディア ファイナルファンタジー オペラオムニア（2017年 - 、カイエン・ガラモンド、ジュグラン）
- 妖怪ウォッチバスターズ2 秘宝伝説バンバラヤー ソード/マグナム（先代エンマ大王）

2018年
- 妖怪三国志 国盗りウォーズ（先代閻魔大王）
- ガールフレンド（仮）（2018年 - 2021年、悪ダンス講師、悪花見男）
- ドラゴンボール ファイターズ（神龍、ポルンガ）
- ドラえもん のび太の宝島（ガガ）
- スーパーロボット大戦X（シュワルビネガー）
- 無双OROCHI 3（平清盛、武田信玄）
- ソウルキャリバーVI（アスタロス）

2019年
- 妖怪ウォッチ4 ぼくらは同じ空を見上げている（閻魔大王）
- 金色のガッシュベル!! Golden Memories（デモルト）
- 妖怪ウォッチ4++（閻魔大王）

2020年
- ドラゴンボールZ カカロット（神龍、牛魔王、閻魔大王、ポルンガ、コルド大王、ダーブラ、牛魔王〈未来〉）
- 東京放課後サモナーズ（ダイコク）
- 妖怪学園Y 〜ワイワイ学園生活〜（大王路キンヤ、極悪門番）
- ライブ・ア・ヒーロー!（マルフィク）
- サイバーパンク2077（デクスター・デショーン）

2021年
- MAGLAM LOAD / マグラムロード（コンカツ導師G.G）
- スーパーロボット大戦DD（シュワルビネガー）

2022年
- 鋼の錬金術師 MOBILE（バッカニア）
- モンスターストライク（クロコダイル）
- パズル&ドラゴンズ（クロコダイル、白ひげ / エドワード・ニューゲート）
- ドラゴンボール ザ ブレイカーズ（神龍）
- 機動戦士ガンダム U.C. ENGAGE（2022年 - 2023年、バスク・オム）

2023年
- ONE PIECE ODYSSEY（クロコダイル）

2024年
- マクロス -Shooting Insight-（D.D.イワノフ）

2025年
- 魔法司書アリアナ 〜七英傑の書〜（ジョン・バークリー）

### ドラマCD
- 間の楔I 〜DESTINY〜（ザック）
- イースドラマCD 異説 〜もう一つのフェルガナ冒険記〜（PSP版イース -フェルガナの誓い-限定ドラマCD同梱版）（マクガイア）
- 英雄伝説IV 朱紅い雫（ベリアス）
- エクセル・サーガ（蒲腐）
- 黒髪のキャプチュード（ジェネラル）
- 極・愛GOKU・A（磐田三朗）
- サイキックフォース2012（ガデス）
- シャーロック・ホームズ 六つのナポレオン（サンドフォード）
- 新・東京ミッドナイト（ドン・パドック）
- スタンレー・ホークの事件簿（ヒューム教授）
- 電撃CD文庫 ザ・キング・オブ・ファイターズ'94（大門五郎）
- テイルズリング・エクシリア Comic Market 85 Limited（ジャオ）
- 東京ジュリエット（雛形英二）
- BAD BOYS! えーちゃん（穂立力也）
- BASTARD!! -暗黒の破壊神- シリーズ（アビゲイル）
  - 外伝 四天王邂逅篇 巻之二
  - 外伝 巻之三 魔導王封印篇
  - ワンダフリャ・メガデス
- ファサード2 ドラマアルバム「水月 喪いの響」（ナーク）
- マーベラス・ツインズ（神錫道長）
- 勇者警察ジェイデッカー CDミステリー劇場 「謎の招待状〜今、真実が明かされる時〜」（冴島十三、ナレーション）

### ラジオドラマ
- 青山二丁目劇場
  - サイボーグ009〜誕生編〜（2009年） - 005 / G・ジュニア
  - あじさいの唄「侘助」（2012年） - 一蔵
- NHK-FM 青春アドベンチャー
  - ロスト・ワールド（1997年） - サンボー
  - 封神演義 第2部「朝廷軍の逆襲」（1999年） - 聞仲
  - ラジオ・キラー（2008年） - シュトイアー本部長
  - ベルリンの秋（2010年） - ラインハルト・シュナイダー次官
  - 魔岩伝説（2013年） - 風爵
  - タイムライダーズ（2017年） - ボブ
  - イレーナの帰還（2020年）

### 吹き替え

#### 担当俳優
ヴィング・レイムス
- コン・エアー（ダイアモンド・ドッグ）※ソフト版
- 聖者の眠る街（リトル・リロイ）
- デーヴ（デュエイン・スティーヴソン）※ソフト版

クランシー・ブラウン
- スノーホワイト/白雪姫（怪物）※NHK版
- ハイランダー 悪魔の戦士（クルガン / ヴィクタ・クーガー）
- LOST（ケルビン・ジョー・インマン）

トニー・トッド
- クロウ/飛翔伝説（グランジ）※ソフト版
- クリミナル・マインド FBI行動分析課（エリック・ミラー）
- 新スタートレック（アルファ・ヒロージェン）

マイケル・ウィンコット
- クロウ/飛翔伝説（トップ・ダラー）※テレビ東京版
- 蜘蛛女（サル）※ソフト版、テレビ朝日版
- ネゴシエーター（マイケル・コーダ）※ソフト版

ロン・パールマン
- エイリアン4（ジョナー）※ソフト版
- コナン・ザ・バーバリアン（コリン）
- 殺し屋（アッシャー）
- ファンタスティック・ビーストと魔法使いの旅（ナーラク）

#### 映画
- アクション・ジャクソン/大都会最前線
- アマゾンの秘宝
- アミスタッド（シンケ〈ジャイモン・フンスー〉）
- アリス・イン・ワンダーランド（青い芋虫〈アブソレム〉〈アラン・リックマン〉）※フジテレビ版
- アルティメット・フォース 孤高のアサシン（機械音声）
- アンダーワールド（レイズ〈ケヴィン・グレイヴォー〉）
- アンダーワールド ビギンズ（レイズ〈ケヴィン・グレイヴォー〉）
- イースタン・コンドル（ジュディ・ヴ〈ユン・ケイ〉）
- エイリアン2（マーク・ドレイク〈マーク・ロルストン〉）※テレビ朝日版特別編
- エイリアン3 ※テレビ朝日版
- エイリアン・ネイション（トレント・ポーター〈ブライアン・トンプソン〉）※ソフト版
- X-ミッション（ホール〈デルロイ・リンドー〉）
- エンダーのゲーム（シャムラジナガル提督〈トニー・マーカンダニ〉）
- オリバー!（ビル・サイクス〈オリヴァー・リード〉）
- ガーフィールド（ルカ〈ブラッド・ギャレット〉）
- カウントダウン（プライス〈ジョー・ララ〉）
- カットスロート・アイランド（グラスプール〈スタン・ショウ〉）※ソフト版
- カンパニー・オブ・ヒーローズ バルジの戦い（ウィロビー〈ヴィニー・ジョーンズ〉）
- 紀元前1万年（隊長）※テレビ朝日版
- キャデラック・レコード 音楽でアメリカを変えた人々の物語（ハウリン・ウルフ〈イーモン・ウォーカー〉、レベッタの父親）
- 虚栄のかがり火（ベーコン牧師〈ジョン・ハンコック〉）
- キングコング ※テレビ朝日新版
- グリーンマイル（ジョン・コーフィ〈マイケル・クラーク・ダンカン〉）※ソフト版
- グリマーマン（ドナルド・カニンガム〈ジョン・M・ジャクソン〉）※ソフト版
- クロオビキッズ（ヒューゴ・スナイダー）
- ゲット スマート（ダリープ〈ダリップ・シン〉）※テレビ朝日版
- コップス&ロバーソン（オズボーン〈ロバート・デヴィ〉）
- サイボーグ（フェンダー〈ヴィンセント・クライン〉）※テレビ朝日版
- ザ・スカウト 殺戮祭の日（サム・ハーパー〈デヴィッド・シャーク・フラリック〉）
- サスペクト（マーヴ・ロックハート警部補〈ブル・マンクマ〉）
- ジェルミナル（マユ〈ジェラール・ドパルデュー〉）
- シックス・デイ（ビンセント〈テリー・クルーズ〉）※日本テレビ版
- 6デイズ/7ナイツ（ジャガー〈テムエラ・モリソン〉）※ソフト版
- シャーロック・ホームズ（ドレジャー〈ロバート・マイエ〉）※テレビ朝日版
- 蛇鶴八拳（黒龍党忠義堂主・古霊〈ミャオ・ティエン〉）※TBS版
- ジャッジ・ドレッド（ブロック将軍〈ジェームズ・レマー〉、ゼッド）※フジテレビ版
- 10人の泥棒たち（ウェイ・ホン〈キ・グクソ〉）
- 新・13日の金曜日（ヴィクター〈マーク・ヴェンチュリニ〉）
- シンドバッド黄金の航海（アクメッド〈タキス・エマニュエル〉）※テレビ朝日版
- スウォーズマン 剣士列伝（ゾウ・レイゼン〈ユン・ワー〉）
- スウォーズマン 女神伝説の章（服部〈レイ・チーホン〉）
- ストリートファイター（ザンギエフ〈アンドリュー・ブリニアースキー〉）※テレビ朝日版
- スパイダー パニック!（レオン〈ジェイ・アーラン・ジョーンズ〉）※テレビ東京版
- スペースハンター（オーバードッグ〈マイケル・アイアンサイド〉）
- 青春のウルトラ・スクープ（ネッド・カーソン〈パトリック・セント・エスプリト〉）
- 戦慄!呪われた夜（ホーレス・プラット〈ドン・デニス・ジョンストン〉）※TBS版（BD収録）
- THOR ソー 生命の木とアスガルドの神々（オーディン〈ケビン・ナッシュ〉）
- S.F.W./メディアへの銃弾（クリフの父）
- ダークナイト（ギャンボル〈マイケル・ジェイ・ホワイト〉）※テレビ朝日版
- ターミネーター（T-800〈アーノルド・シュワルツェネッガー〉）※VHS版・テレビ朝日版（共に日本語吹替完全版コレクターズブルーレイボックス収録）
- タイタンの戦い（ポセイドン〈ダニー・ヒューストン〉）※テレビ朝日版
- ダイ・ハード3（オットー〈リチャード・カウンシル〉）※フジテレビ版
- タイムコップ（コール）※テレビ朝日版
- 007/消されたライセンス（ヘラー〈ドン・ストラウド〉）※ANA機内上映版
- 007 カジノ・ロワイヤル（オバンノ〈イザック・ド・バンコレ〉）※テレビ朝日版
- ダブルチーム（ヤズ〈デニス・ロッドマン〉）※ソフト版
- デアデビル（ウィルソン・フィスク / キングピン〈マイケル・クラーク・ダンカン〉）
- ディープクライシス（ピア－ス）
- テキサス・レンジャーズ（フランク・ボーンズ〈ランディ・トラヴィス〉）
- 鉄ワン・アンダードッグ（キャド〈パトリック・ウォーバートン〉）
- テロリスト・ゲーム2/危険な標的
- ドグマ（メタトロン〈アラン・リックマン〉）
- トムソーヤーの大冒険（インジャン・ジョー）
- トランスフォーマー/ロストエイジ（ガルヴァトロン）
- トレスパス（サヴォン〈アイス・キューブ〉）
- ナイト・オン・ザ・プラネット（運転手〈イザック・ド・バンコレ〉）
- ナバロンの嵐（ドラザック〈リチャード・キール〉）※ソフト版
- ナルニア国物語/第2章: カスピアン王子の角笛
- ニンジャ（ブラック・ニンジャ）
- ネメシス4（ベルナルド〈アンドリュー・ディヴォフ〉）
- ハートに火をつけて（グリーク〈トニー・シリコ〉）※テレビ東京版
- バイオハザード（ジェームス・P・シェイド〈ワン〉〈コリン・サーモン〉）※ソフト版
- バイオハザードV リトリビューション（ジェームズ・ワン・シェイド〈コリン・サーモン〉）※劇場公開版
- ハイランダー3/超戦士大決戦（ケイン〈マリオ・ヴァン・ピーブルズ〉）
- パイレーツ・オブ・カリビアン/呪われた海賊たち（キャプテン・バルボッサの部下）
- バットマン & ロビン Mr.フリーズの逆襲（ヴィクター・フリーズ / Mr.フリーズ〈アーノルド・シュワルツェネッガー〉）※ソフト版
- ハドソン・ホーク（マシュマロ〈アンドリュー・ブリニアースキー〉）※日本テレビ版
- バトルランナー（サブゼロ〈プロフェッサー・タナカ〉）※テレビ朝日版（BD収録）
- バニシング・ポイント（インディアン）
- ハムナプトラ2/黄金のピラミッド（イムホテップ〈アーノルド・ヴォスルー〉）※フジテレビ版
- ヒート（カサルス〈ウェス・ステュディ〉）※ソフト版、（トレヨ〈ダニー・トレホ〉）※テレビ朝日版（製作20周年記念版BD収録）
- ビーン（ブルータス警部補〈リチャード・ガント〉）※VHS・DVD版
- 必殺ビッグガン/最後の標的（テロリスト）
- ビバリーヒルズ・コップ2 ※フジテレビ版
- ビバリーヒルズ・チワワ（エル・ディアブロ〈エドワード・ジェームズ・オルモス〉）
- フィスト・オブ・レジェンド/怒りの鉄拳（坂口）
- ブラックホーク・ダウン（アット）※テレビ東京版
- ブラッド・イン ブラッド・アウト（レッド・ライダー〈トム・トウルズ〉）
- フリッパー（バンノフ博士〈ピエロ・ヴォン・アーニム〉、ルー・ハドリー）
- ブルージーン・コップ（ネイラー“ザ・サンドマン”〈パトリック・キルパトリック〉）※日本テレビ版
- ブルドッグ（トップ〈ロマノ・クリストフ〉）
- プレデター（ビリー〈ソニー・ランダム〉、プレデター）※テレビ朝日版
- プレデター2（キングウィリー〈カルヴィン・ロックハート〉、プレデター）※テレビ朝日版
- フレンチ・キス（ジャン＝ポール刑事〈ジャン・レノ〉）※ソフト版
- ペイバック（ブロンソン〈クリス・クリストファーソン〉）※ソフト版
- ベイブ/都会へ行く（ドーベルマン〈スタンリー・ラルフ・ロス〉）※日本テレビ版
- ヘル・レイザー（フランク・コットン〈ショーン・チャップマン〉）※テレビ東京版（ソフト収録）
- 暴走特急（マーカス・ペン〈エヴェレット・マッギル〉）※ソフト版
- ホビット 竜に奪われた王国（邪竜スマウグ〈声：ベネディクト・カンバーバッチ〉）
- ホビット 決戦のゆくえ（邪竜スマウグ〈声：ベネディクト・カンバーバッチ〉[78]）
- ポリス・コマンドー/炎の大捜査線（ヨタカ〈スタック・ピアーズ〉）
- マーキュリー・ライジング（バーレル〈L.L.ギンター〉）※ソフト版
- マキシマム・ブロウ（トミー〈スティーヴ・オースティン〉）
- マスク・オブ・ゾロ（ホアキン・ムリエッタ〈ヴィクター・リヴァース〉）※ソフト版
- マッドマックス2（ウェズ・ジョーンズ〈ヴァーノン・ウェルズ〉）※TBS版（スーパーチャージャー・エディションBD収録）
- マネー・トレイン ※フジテレビ版
- マペットの宝島（ビリー・ボーンズ〈ビリー・コノリー〉）
- 真夜中のラブコール/テレフォンセックス殺人事件
- MR.デスティニー（ルイス・フリック）
- ミュータント・タートルズ（タツ〈小幡利城〉）※ビデオ版
- ミラーズ2（ヒューストン刑事〈ランス・E・ニコルズ〉）
- 迷宮のレンブラント（アラスター・デイヴィス〈トーマス・ラックラー〉）
- メジャーリーグ（ペドロ・セラノ〈デニス・ヘイスバート〉）※ソフト版
- メン・イン・ブラック（エドガー / バグ〈ヴィンセント・ドノフリオ〉）※ソフト版
- メン・イン・ブラック2（サードアイ〈ウィリアム・E・ジャクソン〉）※ソフト版
- モータル・コンバット（カノウ〈トレヴァー・ゴダード〉）※ケイエスエス版
- U・ボート（アリオ〈クロード=オリバールドルフ〉）※ソフト版
- ラッキー・ブレイク（ジョン・トゥームズ）
- ラッシュアワー（ルーク〈クリフトン・パウエル〉）
- ラピッド・ファイアー（ブルナー・ガッツィ〈トニー・ロンゴ〉）※テレビ朝日版
- リプレイスメント・キラー（マイケル・コーガン〈ユルゲン・プロホノフ〉）
- ロードキラー（ラスティ・ネイル〈テッド・レヴィン〉）※ソフト版
- ロサンゼルス（カッター〈ローレンス・フィッシュバーン〉）※テレビ朝日版
- ロザンナのために（フレード・イアコプーニ）
- 私が愛したギャングスター（ノエル・クイグリー〈スティーヴン・ディレイン〉）
- ワンス・アポン・ア・タイム・イン・チャイナ外伝/アイアンモンキー（ハンホン和尚〈ヤム・サイクン〉）

#### ドラマ
- アンダーカバー・ボス5 社長潜入調査（トラヴィス・ボーズマ）
- アンドロメダ・ストレイン（マンチェック大将〈アンドレ・ブラウアー〉）
- インディ・ジョーンズ/若き日の大冒険
- 宇宙船レッド・ドワーフ号（ハドゼン10〈ゴードン・ケネディ〉、インクイジター〈ジャック・ドチャティ〉、マシン、リンカーン）
- エージェント・オブ・シールド シーズン3（ラッシュ〈マット・ウィリグ〉）
- S.O.F. Season2（ディーコン・“ディーク”・レイノルズ〈デニス・ロッドマン〉）
- X-ファイル（ヴィンセント・パーメリー〈ケン・フォリー〉）※ソフト版
- X-ファイルIII（祭司〈フルヴィオ・セセラ〉）※テレビ朝日版
- エレメンタリー ホームズ&ワトソン in NY（セバスチャン・モラン〈ヴィニー・ジョーンズ〉）
- 刑事フォイル（キンブル / ウィリアム・メイソン〈ピーター・ヒューゴー・デイリー〉）
- ザ・ハイツ 青春のラプソディー（ジミー）
- スタートレックシリーズ
  - スタートレック:エンタープライズ（ダムラス〈キース・ザラバッカ〉）
  - 新スタートレック（ナギラム〈アール・ボーエン〉）
- スーパーナチュラル シーズン6（ルディ / アルファ・ヴァンパイア〈リック・ワーシー〉）
- スターゲイト SG-1（トール〈初代〉〈マーク・ギボン〉、ウナス〈ジェームズ・アール・ジョーンズ〉、アリース・ボッグ〈サム・J・ジョーンズ〉）
- ストライクバック2 :極秘ミッション #2
- 捜査官クリーガン（デュトロン）
- チャームド〜魔女3姉妹（グレッグ〈ニック・ポレッティ〉）
- トータル・リコール2070（フェリックス・レーサム博士〈デビッド・ワーナー〉）
- 24 -TWENTY FOUR- シーズン4（ハビーブ・マルワン〈アーノルド・ヴォスルー〉）
- ナイトシフト2 真夜中の救命医（ジュリアン・カミングス〈ジェームズ・マクダニエル〉）
- ナイトライダー
  - シーズン4 #13（デイブ・ナッシュ〈カーティス・タイラー〉）
  - シーズン4 #17（ウィルソン〈ヴァーノン・ウェルズ〉）
- 反撃のレスキュー・ミッション（チューマ大佐〈デヴィッド・ヘアウッド〉）
- 美女と野獣（私立探偵マニング〈リチャード・ラウンドトゥリー〉）
- FRINGE/フリンジ シーズン5 #12
- プリーチャー（セイント・オブ・キラーズ / カウボーイ〈グレアム・マクタヴィッシュ〉）
- ベイウォッチ（ルイス・ゼーン〈ドン・ストラウド〉）
- ボードウォーク・エンパイア4 欲望の街 #11
- ホテル ハルシオン（ローレンス・ハミルトン〈アレックス・ジェニングス〉）
- ミステリー・グースバンプス #38（死神）
- 名探偵ポワロ エジプト墳墓の謎（ハッサン、ホテル給仕〈ロバート・ウィズダム〉）※NHK版
- Major Crimes 〜重大犯罪課 シーズン3 #17（ハビエル・メンドーサ〈ラウル・トゥルヒーヨ〉）
- THE MENTALIST メンタリストの捜査ファイル シーズン4 #19（ダンテ・ホームズ警備主任〈クリストファー・ジャッジ〉）
- ヤングライダーズ シーズン1 #13（ボー）、#14（バーテン）
- ラッシュアワー #9（エリオット・ヴォーン〈クリス・マルケイ〉）
- レモニー・スニケットの世にも不幸なできごと
- ワンス・アポン・ア・タイム シーズン3 #8

#### アニメ
- アイアンマン（フューリー）
- アラジンの大冒険（マグマ、盗賊、追いはぎ）
- インヴェイジョンUSA（レイフ）
- X-MEN（テレビ東京版）（マグニートー）
- おっはよー!アンクル・グランパ（ミスターガス[79]）
- ガジェット警部（グレゴール、ボウルダー）
- キッパー（大きい犬の一言、カエル）
- キャッツ&カンパニー（サージェント、ハイエナたち 他）
- キャッツ・ドント・ダンス（マックス）
- スター・ウォーズ/クローン・ウォーズ (テレビアニメ)（キンダロー）
- スティーブン・スピルバーグのトゥーンシルバニア（フィル）
- スパイダーマン 新アニメシリーズ（キングピン）
- チキン・リトル（メルビン〈エイリアンパパ〉〈声：フレッド・ウィラード〉）
- ドナルドの恐怖の一夜（H・U・ヘネシー）※BVHE版
- トムとジェリーキッズ（赤毛のレッド船長、スクルージ、ゾウ）
- トランスフォーマー:ウォー・フォー・サイバトロン・トリロジー（ガルバトロン）
- トレジャー・プラネット（スクループ）
- パーシーとどうぶつたち（カエル）
- バイオハザード: ヴェンデッタ（ディエゴ・ゴメス〈声：フレッド・タタショア〉）
- バイカーマイス（カマンベール総司令官）
- ヘラクレス（ネッソス）
- ホーム・オン・ザ・レンジ にぎやか農場を救え!（リコ）
- マダガスカル2（密猟者1）
- ミュータント・タートルズ
  - 1987年テレビ東京版（ラットキング、チャカハチ）
  - 1987年BS2版（レザーヘッド）
- ムーラン（イー家の息子、ファ家の先祖、シャン・ユーの部下）
- リブート（ジミー、怪物 他）
- わんぱくダック夢冒険（アームストロング）

#### テレビ番組
- アプレンティス4/セレブたちのビジネス・バトル

#### 人形劇
- マペット放送局（イベンダー・ホリフィールド）

### テレビドラマ
- 土曜グランド劇場 秋日記（1977年、日本テレビ） - 青ノッポ
- 金曜劇場 前略おふくろ様 第20回（1977年、日本テレビ） - アパートの男
- Yの悲劇（1978年、フジテレビ系） - 舞台監督
- 西遊記II 第19話「偽西遊記・危機一髪」（1979年、日本テレビ） - 偽悟浄
- Gメン'75（TBS）
  - 第218話「梟の森みな殺しの夜」（1979年） - 富士松井田署
  - 第232話「幽霊殺人」（1979年） - 宮城トシハル
  - 第241話「囚人護送」（1980年） - 森刑事（鳴見署）
  - 第249話「コペンハーゲン 女子留学生殺人事件」（1980年） - ハムレットの声
  - 第251話「Gメン対エーゲ海の骸骨」（1980年） - 「ODESSA」メンバーの声 ※ノンクレジット
- 破獄（1985年、NHK） - 小宮山
- NHK新大型時代劇 真田太平記（1985年、NHK） - 加藤嘉明
- スケバン刑事II 少女鉄仮面伝説 第37話「黒バラ館の男・父上は生きていた!」（1986年、フジテレビ）
- 東映不思議コメディーシリーズ（フジテレビ）
  - もりもりぼっくん 第13話「知蘭博士の愛のムチ」（1986年） - タクシー運転手
  - おもいっきり探偵団 覇悪怒組（1987年） - フランケンシュタイン
  - 美少女仮面ポワトリン 第11話「ザ・恐怖の紡績工場」（1990年） - ザ・恐怖の紡績工場の声および人間体
  - 不思議少女ナイルなトトメス 第14話「不幸なドン底からの脱出」（1991年） - 不幸のガードマン
- 大河ドラマ 独眼竜政宗（1987年、NHK） - 岩城家家臣 窪田十郎
- 教師びんびん物語 第7話「あぶない課外授業」（1988年、フジテレビ）
- 水曜グランドロマン 帝都の夜明け「昭和三年の陪審裁判」（1989年、日本テレビ） - ナレーション
- 木曜ドラマ 浮浪雲（1990年、TBS）
- メタルヒーローシリーズ
  - 特警ウインスペクター 第22話「殺人犯は二度死ぬ」（1990年） - 三島晃一
  - ビーファイターカブト（1996年） - アストラルセイバーの声
- 刑事貴族2 第27話「逃げていく女」（1991年、日本テレビ） - 宝石店強盗犯
- 北の国から'92巣立ち 第1話（1992年、フジテレビ）
- スーパー戦隊シリーズ（テレビ朝日）
  - 忍者戦隊カクレンジャー 第39話「特別編だよっ!!」（1994年） - ノッペラボウの声
  - 電磁戦隊メガレンジャー（1997年） - ジャビウスI世の声
  - 星獣戦隊ギンガマン 第二十二章「光の出現」（1998年） - 怒涛武者の声
  - 未来戦隊タイムレンジャー（2000年） - ドルネロの声
  - 獣拳戦隊ゲキレンジャー（2007年） - ゴリー・イェンの声
  - 侍戦隊シンケンジャー 第二十一幕「親子熊」（2009年） - チノマナコ・ディエンド変身態の声
  - 天装戦隊ゴセイジャー epic19「ゴセイナイトは許さない」（2010年） - 幽魔獣・河童のギエム郎の声
- 超光戦士シャンゼリオン（1996年、テレビ東京） - 闇将軍ザンダーの声、研究所員
- 鉄甲機ミカヅキ（2000年、フジテレビ） - キルゴアの声
- 科学忍者隊ガッチャピン（2007年、BSフジ） - ムックン博士の声
- 長い長い殺人（2007年、WOWOW） - ナレーション
- 仮面ライダーシリーズ（テレビ朝日）
  - 仮面ライダーディケイド 第24話「見参侍戦隊」・第25話「外道ライダー、参る!」（2009年） - アヤカシ・チノマナコの声 / チノマナコ・ディエンド変身態の声
  - 仮面ライダーウィザード（2012年） - ウィザードラゴンの声
- トミカヒーロー レスキューファイアー（2010年、テレビ東京） - ドンカエンの声（2代目）※第48話より郷里大輔から引き継いで担当
- 牙狼〈GARO〉〜MAKAISENKI〜（2012年、テレビ東京） - ガジャリの声
- ザ・ドライバー －親子再会への6千キロ－（2015年、テレビ朝日）

### 映画
- 鬼極道（2000年） - ナレーション
- 大決戦!超ウルトラ8兄弟（2008年） - 地獄星人スーパーヒッポリト星人の声
- 劇場版 仮面ライダーオーズ WONDERFUL 将軍と21のコアメダル（2011年） - ガラ怪人態の声
- 仮面ライダー×仮面ライダー 鎧武&ウィザード 天下分け目の戦国MOVIE大合戦（2013年） - ドラゴンの声
- 牙狼〈GARO〉-月虹ノ旅人-（2019年） - ガジャリの声

### オリジナルビデオ
- 救急戦隊ゴーゴーファイブVSギンガマン（2000年） - 闇王ギルの声
- 未来戦隊タイムレンジャーVSゴーゴーファイブ（2001年） - ドルネロの声
- 特捜戦隊デカレンジャーVSアバレンジャー（2005年） - カザックの声
- 獣拳戦隊ゲキレンジャースペシャルDVD ギュンギュン!拳聖大運動会（2007年） - ゴリー・イェンの声
- ウルトラマンメビウス外伝 アーマードダークネス（2008年） - 暗黒魔鎧装アーマードダークネスの声

### 音楽CD
- 47都道府県別企画 ワンピース ニッポン縦断!47クルーズCD at 鳥取(仮) （クロコダイル〈歌唱・朗読〉）

### パチンコ・パチスロ
- ぱちんこキン肉マン〜夢の超人タッグ編〜（アシュラマン）
- CRぱちんこ必殺仕事人IV（中村主水〈藤田まこと〉の声）

### 人形劇
- おかあさんといっしょ モノランモノラン（雷神のおじいさん、虫眼鏡の探偵さん、ナレーション）
- ケーキーズお菓子抗争（ジョルジュ）

### ナレーション
- EXILE GENERATION（2009年 - 2010年、日本テレビ）
- 交渉人THE MOVIE 公開記念 ムチャブリ交渉人大賞!（2010年、テレビ朝日）
- タモリの雑学の祭典!（2007年、フジテレビ）
- トリビアの泉 〜素晴らしきムダ知識〜スペシャル（2007年5月12日放送新緑分、フジテレビ）
- ドラゴンボールZ インフィニットワールドPV
- 戦極-SENGOKU- 煽りVTRナレーション（戦極 〜第五陣〜より）
- ポイズンピンク PV
- ライオンとヒョウの友情物語（アニマルプラネット）

### CM
- 伝説のオウガバトル（ナレーション）
- バンダイ
  - 機動刑事ジバン「マクシミリアンタイプ3」CM（ナレーション）
  - 重甲ビーファイター 玩具CM（ナレーション）
  - ムゲンバイン「ムゲン五神獣」CM（ナレーション、2008年1月 - ）
  - ムゲンバイン「ムゲン剣聖獣」CM（ナレーション、2008年7月 - ）
  - ガンダムトライエイジ TVCM（2011年）
  - 機動戦士ガンダムAGE ユニバースアクセル / コズミックドライブ TVCM（2012年）
- 七つの秘館（1996年）
- 必殺!（1996年）
- ビーストウォーズネオ 超生命体トランスフォーマー ブレントロン玩具CM（ナレーション）
- ベアナックル2
- 豆しばCM 第13話「煮豆しばの巻」（声の出演）
- フェーダ2
- ポイズンピンク（ナレーション）
- NEXCO 「マンモシ博士の冬の高速道路講座」（2011年 - 、マンモシ博士の声）
- せがた三四郎 シリーズ（ナレーション）
  - ザ・ハウス・オブ・ザ・デッド
  - ドラゴンフォースII
  - DEEP FEAR
- ドメスト（ばい菌の親玉の声、2010年）
- HUNGRY DAYS ワンピース 頂上騎馬戦篇（2020年2月7日 - 、白ひげ[80]）

### 舞台
- 青山二丁目劇場 Voice Fair 2007 朗読劇 浅田次郎原作「天切り松 闇がたり」 - 説教寅
- 青山二丁目劇場 Voice Fair 2009 「天切り松 闇がたり」  - 説教寅
- 銀座セゾン劇場公演
  - 十二夜（1987年） - アントニーオ
  - ふるあめりかに袖はぬらさじ（1996年） - 思誠塾門人多賀屋
  - エリザベス（2000年） - スペイン大使
- 王女メディア（蜷川幸雄演出、1978年） - イアソン・アイゲウス
- 木冬社公演
  - 第1回「夜よ おれを叫びと逆毛で充す 青春の夜よ」（1976年） - 源十
  - 第3回「火のようにさみしい姉がいて」（1978年） - 青年
- 劇団青年座公演 ミュージカル「三文オペラ」（1981年）
- 青年座 藤枝市民会館ホール 第120回例会「カルメン」（1993年）
- 81プロデュース公演「夢の海賊」（1997年） - ズック船長、池永課長
- 音楽劇 シアター・ドラマシティ「三文オペラ」大阪公演（2001年） - 垂れ柳のウォルター
- 近代能楽集 埼玉芸術劇場公演「卒塔婆小町」（2000年） - 恋人〈男〉
- 東京公演 in 世田谷パブリックシアター「ハムレット」（2003年） - マーセラス
- 彩の国さいたま芸術劇場「タイタス・アンドロニカス」（2004年） - アラーバス〈タモーラ長男〉、元老院議員、ゴート軍兵士
- Bunkamura シアターコクーン公演 「幻に心もそぞろ狂おしのわれら将門」（2005年） - 藤原勢の髭武将
- 彩の国シェイクスピア・シリーズ第16弾「コリオレイナス」（2007年）

### ボイスオーバー
- あなたの知るかもしれない世界（フジテレビ）
- NHKスペシャル（NHK総合）
- 恋するデッサン人形（NHK Eテレ）
- サムライたち スペインへ渡る〜慶長遣欧使節 400年の謎〜（NHK総合）
- トリハダ（秘）スクープ映像100科ジテン（テレビ朝日）
- BS世界のドキュメンタリー（NHK-BS1）
- 新春超歴史ミステリー古代ローマ1000年史（2008年） - ハンニバル

### その他コンテンツ
- GOD EATER プロモーションアニメ（将校）
- バリキン7 賢者の戦略（岩石怪人の声）
- 30分でわかるシリーズ「蟹工船」（朗読）
- シャキーン!（NHK Eテレ、目玉くんの声）
- 戦国時代展博覧会音声ガイド（武田信玄）
- トヨトミの野望 小説・巨大自動車企業 オーディオブック（武田剛平[81]）